# دینو کوچئا
کُنستانتین "دینو" کوچئا (رومانیایی: Constantin "Dinu" Cocea؛ ‏ تلفظ رومانیایی: [konstanˈtin (ˈdinu) ˈkotʃe̯a]؛ ‏ ۲۲ سپتامبر ۱۹۲۹ – ۲۶ دسامبر ۲۰۱۳) بازیگر، کارگردان فیلم و فیلم‌نامه‌نویس اهل رومانی بود. وی بین سال‌های ۱۹۵۸ تا ۱۹۸۲ میلادی فعالیت می‌کرد.
از فیلم‌هایی که وی در آن نقش داشته‌است، می‌توان به یاغی‌ها اشاره کرد.